# موسى بن كيفا
موسى بن كيفا أو موسى بار كيفا (بالسريانية موسى بار كيفو) وُلد في بلد في نينوى، الآن في العراق ، حوالي عام 813؛ توفي عن عمر يناهز التسعين، في عام 903) كان كاتبًا وواحدًا من أشهر أساقفة الكنيسة السريانية الأرثوذكسية في القرن التاسع.
وقد حُفظت سيرة حياته، التي كتبها كاتب سرياني مجهول، في إحدى مخطوطات الفاتيكان، وقد أورد آسيماني مقتطفات منها في كتابه "المكتبة الشرقية" (II, 218f.). كان راهبًا ثم أصبح أسقفًا على ثلاث مدن هي بيت رامان وبيت كيونايا والموصل على نهر دجلة، متخذًا اسم ساويرس. لمدة عشر سنوات كان زائرًا [الإنجليزية] لأبرشية تاجريت حيث اكتسب سمعة طيبة وشهرة كبيرة بين إخوانه المسيحيين. دفن في دير القديس سرجيوس الواقع على نهر دجلة بالقرب من مدينته الأم.

## الكتابات الرئيسة
- تعليق على العهدين القديم والجديد، يقتبسه ابن العبري كثيرًا، ولا يزال معظمه موجودًا في شكل مخطوطة
- أطروحة عن القدر والإرادة الحرة ، محفوظة في مخطوطة في المكتبة البريطانية (إضافة مخطوطة رقم 14731)
- تعليق على كتاب الديالكتيك لأرسطو، ذكره ابن العبري
- تعليق على الهيكساميرون [الإنجليزية] في خمسة كتب، محفوظة في المكتبة الوطنية الفرنسية (Syr. 241)، وقد ترجم فرانسوا ناو [الإنجليزية] مقطعًا منه إلى الفرنسية في كتابه بارديسان المنجم (باريس، 1899)، ص. 59؛
- رسالة في الفردوس ، مكونة من ثلاثة أجزاء، مخصصة لصديقه إغناطيوس. (كان يُعتقد أن الأصل السرياني لهذا العمل قد ضاع، ولكن تم نشر نسخة لاتينية منه بواسطة أندرياس ماسيوس [الإنجليزية] (أنتويرب، 1569) تحت عنوان تعليق على الجنة. ومع ذلك فقد تم اكتشاف مخطوطة سريانية الآن في جامعة ييل)
- رسالة في الروح، في أربعين فصلاً، مع مقال تكميلي حول فائدة تقديم الصلوات والتضحيات من أجل الموتى. (هذه الرسالة محفوظة في مكتبة الفاتيكان ؛ وقد قدم أو. براون ترجمة ألمانية لها في كتابه موسى باركيفا وكتابه عن البئر (فرايبورغ، 1891))
- رسالة في الفرق، أو كتاب المناقشات ضد الهرطقات (انظر أسيماني، المكتبة الشرقية، الجزء الثاني، ص. 57)
- رسالة في الأسرار المقدسة
- تعليق على القداس
- تاريخ كنسي.

وتشمل أعماله الأخرى الخطابات والعظات وتعليقًا على كتابات القديس غريغوريوس النزينزي.

## قراءة إضافية
- جيمس ف. كوكلي، "موشيه بر كيفو" ، في قاموس جورجياس الموسوعي للتراث السرياني: النسخة الإلكترونية ، حرره سيباستيان ب. بروك، آرون م. بوتس، جورج أ. كيراز ولوكاس فان رومباي (دار نشر جورجياس، 2011؛ الطبعة الإلكترونية: بيث مردوثو، 2018).

## روابط خارجية
- البشيطة في Encyclopædia Britannica
- المخطوطات السريانية الكلاسيكية في جامعة ييل: قائمة مرجعية في مجلة الدراسات السريانية